# Episodi di Duel Masters Victory V
Duel Masters Victory V (デュエル・マスターズ ビクトリー V?, Dyueru Masutāzu Bikutorī V) è stato trasmesso originalmente in Giappone dal 7 aprile 2012 al 30 marzo 2013 su TV Tokyo per un totale di 51 episodi. Le sigle sono rispettivamente Oni saikyō Victory (鬼最強ビクトリー?, Oni saikyō Bikutorī, lett. "La vittoria del demone più forte") (apertura) e Miracle ☆ Victory (ミラクル☆ビクトリー?, Mirakuru ☆ Bikutorī, lett. "Vittoria ☆ miracolosa") (chiusura) entrambe cantate da Duel Hero Yu & Atsuto.

Il logo della serie

La serie vede la continuazione delle avventure di Katta Kirifuda, Bucyake e Yohdel durante l'anno scolastico, dove conosceranno nuovi compagni di classe come Leo, con il quale avranno anche modo di duellare.

## Lista episodi
| Nº | Titolo italiano (traduzione letterale) Giapponese 「Kanji」 - Rōmaji                                                                                     | In onda           | In onda |
| Nº | Titolo italiano (traduzione letterale) Giapponese 「Kanji」 - Rōmaji                                                                                     | Giapponese        |         |
| 1  | La classe spericolata, 2º classe di 5ª elementare! 「はちゃめちゃクラス, 5年2組!」 - Hachamecha Kurasu, 5-nen 2-kumi!                                    | 7 aprile 2012     |         |
| 2  | Va bene combattere! Studente di una classe superiore 「喧嘩上等! 上級生!」 - Kenka jōtō! Jōkyūsei!                                                       | 14 aprile 2012    |         |
| 3  | Il nostro Katta è un bugiardo!? 「オレらの勝太はウソつきだ!?」 - Orera no Katta wa usotsuki da!?                                                         | 21 aprile 2012    |         |
| 4  | Rabbia, risate, compagni di classe 「おこって、わらって、同級生」 - Okotte, waratte, dōkyūsei                                                            | 28 aprile 2012    |         |
| 5  | L'addetto alle pulizie è disonesto! 「ヨゴれたそうじ係!」 - Yogoreta sōji kakari!                                                                        | 5 maggio 2012     |         |
| 6  | L'addetto alle pulizie è onesto? 「そうじ係は正直者?」 - Sōji kakari wa shōjiki mono?                                                                    | 12 maggio 2012    |         |
| 7  | Mi chiedo se posso vincere a 100 lotterie 「福引き100回できるかな」 - Fukubiki 100-kai dekiru kana                                                       | 19 maggio 2012    |         |
| 8  | Cenare con eleganza! 「給食はエレガンスに!」 - Kyūshoku wa Eregansu ni!                                                                                  | 26 maggio 2012    |         |
| 9  | È arrivato-to-to il maialino! 「ウリボーがやってきたーたーたー!」 - Uribo ̄ga yatteki tatata!                                                             | 2 giugno 2012     |         |
| 10 | Panico nella sezione degli animali!! 「生き物係、パニック!!」 - Ikimono gakari, Panikku!!                                                                | 9 giugno 2012     |         |
| 11 | Quella carta, zero civiltà!!! 「そのカード、ゼロ文明!!」 - Sono Kādo, Zero bunmei!!                                                                      | 16 giugno 2012    |         |
| 12 | A giudicare dalla concorrenza, ora, giochiamo!! 「ガチンコ・ジャッジでいざ、勝負!!」 - Gachinko Jajji de iza, shōbu!!                                    | 23 giugno 2012    |         |
| 13 | Chi è la principessa delle nevi!? 「シラユキヒメは誰だ!?」 - Shirayuki hime ha dare da!?                                                                 | 30 giugno 2012    |         |
| 14 | La principessa delle nevi diventa un demone!? 「シラユキヒメがシュラになる!?」 - Shirayuki hime ga shura ni naru!?                                       | 7 luglio 2012     |         |
| 15 | Ragon, l'amico fantastico! 「感激男、ラゴンくん!」 - Kangeki otoko, Ragon-kun!                                                                           | 14 luglio 2012    |         |
| 16 | Corposa! Impressionante! Festa di compleanno!! 「モーレツに! 感動に! 誕生会!!」 - Mōretsu ni! Kandō ni! Tanjo!!                                          | 21 luglio 2012    |         |
| 17 | Emozionante! A scuola nel cuore della notte 「ドキドキ! 夜中の学校」 - Doki doki! Yonaka no gakkō                                                        | 28 luglio 2012    |         |
| 18 | Ah! Il Duema maledetto! 「ぎゃあ～! 呪いのデュエマ!」 - Gyā! Noroi no Dyuema!                                                                            | 4 agosto 2012     |         |
| 19 | Formazione! Modalità di difesa autoindulgente!? 「結成! ワガママモード防衛隊!?」 - Kessei! Wagamama Mōdo bōei-tai!?                                      | 11 agosto 2012    |         |
| 20 | Appare, un robot gigante! 「巨大ロボ、あらわる!」 - Kyodai Robo, ara waru!                                                                               | 18 agosto 2012    |         |
| 21 | Uno studio infernale senza fine! 「終わりなき勉強地獄!」 - Owari naki benkyō jigoku!                                                                     | 25 agosto 2012    |         |
| 22 | Un nuovo semestre! Vai a scuola in modalità di difesa autoindulgente!? 「新学期! ワガママモードで登校せよ!?」 - Shin gakki! Wagamama Mōdo de tōkō seyo!? | 1º settembre 2012 |         |
| 23 | Combatti fino alla morte! La grande coalizione di difesa autoindulgente 「死闘! ワガママ大連合」 - Shitō! Wagamama dai rengō                             | 8 settembre 2012  |         |
| 24 | Non ho niente 「ボクにはなんもない」 - Boku ni wa nan mo nai                                                                                             | 15 settembre 2012 |         |
| 25 | Uomini popolari 「人気をかけた男たち」 - Ninki o kaketa otoko-tachi                                                                                      | 22 settembre 2012 |         |
| 26 | Ancora una volta, è il mio turno! 「もう一度、オレのターン!」 - Mōichido, ore no Tān!                                                                    | 29 settembre 2012 |         |
| 27 | Presta attenzione, all'indagine del destino! Che oscenità! 「運命の調べ、聞け! これがヤラシだ!」 - Unmei no shirabe, kike! Kore ga yarashida!            | 6 ottobre 2012    |         |
| 28 | Il motivo per cui i miei compagni di classe sono importanti! 「クラスメイトが大切だから!」 - Kurasumeito ga taisetsu dakara!                             | 13 ottobre 2012   |         |
| 29 | Scontro! Idol VS lo studente di scuola elementare! 「激突! アイドルVS小学生!」 - Gekitotsu! Aidoru VS shōgakusei!                                        | 20 ottobre 2012   |         |
| 30 | V Mode, questo è il legame che ho con te! 「Vモード、それはキミへの架け橋!」 - V Mōdo, sore wa kimi e no kakehashi!                                      | 27 ottobre 2012   |         |
| 31 | Sei forte, ma noi siamo in due! 「お前は強い、だがおれ達は2人だ!」 - Omae wa tsuyoi, daga ore-tachi wa futari da!                                        | 3 novembre 2012   |         |
| 32 | Una differenza di rango! 「格の違い!」 - Kaku no chigai!                                                                                                 | 10 novembre 2012  |         |
| 33 | Mentre il demone si avvicina, l'angelo ride 「悪魔来たりて、天使が笑う」 - Akuma ki tarite, tenshi ga warau                                              | 17 novembre 2012  |         |
| 34 | La nostra voce è il tuo coraggio! 「ボクらの声はキミの勇気!」 - Bokura no koe wa kimi no yūki!                                                           | 24 novembre 2012  |         |
| 35 | È spaventoso, è incredibile, l'uomo del destino!! 「怖いぞ、すごいぞ、運命の男!!」 - Kowai zo, sugoi zo, unmei no otoko!!                                | 1º dicembre 2012  |         |
| 36 | Sei fantastico, Leo! 「やっぱ、かっこいいぜレオ!」 - Yappa, kakkoī ze Reo!                                                                               | 8 dicembre 2012   |         |
| 37 | Amici manipolati! 「あやつられた友!」 - Ayatsura reta tomo!                                                                                              | 15 dicembre 2012  |         |
| 38 | Il destino del tiranno!! 「暴君の運命!!」 - Bōkun no unmei!!                                                                                             | 22 dicembre 2012  |         |
| 39 | La classe migliore di sempre, 2º classe di 5ª elementare! 「サイコークラス、5年2組!」 - Saikō Kurasu, 5-nen 2-kumi!                                      | 5 gennaio 2013    |         |
| 40 | Duema, fai quello che vuoi! 「デュエマ、好き放題!」 - Dyuema, suki-hōdai!                                                                                | 12 gennaio 2013   |         |
| 41 | Il beato Combo Course! 「幸せのコンボ講座!」 - Shiawase no Konbo Kōza!                                                                                   | 19 gennaio 2013   |         |
| 42 | Amore e gioventù, combo dell'amicizia! 「愛と青春、友情コンボ!」 - Ai to seishun, yūjō Konbo!                                                            | 26 gennaio 2013   |         |
| 43 | Non Stop! Eight limitato!! 「ノンストップ! 特急エイト!!」 - Non Sutoppu! Tokkyū Eito!!                                                                   | 2 febbraio 2013   |         |
| 44 | Il sorriso di felicità della dea ipnotizzante! 「いじわる女神の幸福スマイル!」 - Ijiwaru megami no kōfuku Sumairu!                                       | 9 febbraio 2013   |         |
| 45 | Rottura! Scontro! Ragazzi e ragazze! 「決裂! 激突! 男子と女子!」 - Ketsuretsu! Gekitotsu danshi to joshi!                                                | 16 febbraio 2013  |         |
| 46 | Qual è il migliore? Un ragazzo intelligente o una ragazza forte! 「どっちが上? かしこい男子と強い女子!」 - Dotchiga-jō? Kashikoi danshi to tsuyoi joshi! | 23 febbraio 2013  |         |
| 47 | All'incirca! Sono il numero 1! 「ぶっちぎり! オレがナンバー1!」 - Butchigiri! Ore ga Nanbā 1!                                                            | 2 marzo 2013      |         |
| 48 | La miglior resa dei conti, il miglior rivale! 「最高の対決、最高のライバル!」 - Saikō no taiketsu, saikō no Raibaru!                                     | 9 marzo 2013      |         |
| 49 | Il sorprendente guerriero oni più forte! 「意外なる最強オニつよ戦士!」 - Igainaru saikyō oni tsuyo senshi!                                               | 16 marzo 2013     |         |
| 50 | Il miracolo del Last Turn! 「ラストターンの奇跡!」 - Rasuto Tān no kiseki!                                                                               | 23 marzo 2013     |         |
| 51 | Desiderio... 「ねがいは・・・」 - Negai wa... | 30 marzo 2013     |         |